# Instituto Raffles
O Instituto Raffles (RI) é uma escola secundária de rapazes independente, em Singapura. Fundada em 1823 como Instituição Singapura por Sir Thomas Stamford Raffles, foi consistentemente avaliada como uma escola de topo na Singapura no agora extinto ranking oficial das escolas, publicado pelo Ministério da Educação singapurense. O RI foi também reconhecido pela excelência nos processos e resultados educacionais.
Atualmente o Diretor do Instituto Raffles é Senhor Frederick Yeo, que tomou o posto do anterior diretor Senhor Chan Poh Meng, que deixou a escola no fim de 2017.
Uma proposta de fusão com o Colégio Júnior Raffles foi também estabelecido e está atualmente à espera de aprovação pelo Ministério da Educação. A fusão sucedeu bem, e o Instituto Raffles e o Colégio Júnior Raffles eram uma só instituição desde 2009. A Escola de Raparigas Raffles foi reportada por ter rejeitado a ideia de uma fusão. Em adição, a Direção de Governadores do Instituto Raffles e do Colégio Júnior Raffles foi implementada com efeito em Junho de 2008.

## História
Fundado pelo Sir Thomas Stamford Raffles a 5 de Junho de 1823, o Instituto Raffles é uma das mais antigas escolas na Singapura. O Raffles assegurou uma subvenção da companhia "British East India Company", elaborou o currículo e criou a estrutura para a Direção de Curadores. O objetivo é providenciar uma forma de educação para a nova colónia britânica de Singapura, para os filhos dos trabalhadores da Companhia e para os filhos dos líderes locais. A instituição previu ser o centro do conhecimento da região. O espaço original do Instituto Raffles estava localizado perto da Bras Basah Road, onde está agora a Cidade Raffles. Na manhã de 10 de Março de 1972, a escola mudou-se para a Grange Road, e em 1990 mudou-se novamente para o seu novo edifício localizado em Bishan, na Singapura central.
O Instituto Raffles também teve um grémio chamado "Old Rafflesians Association (ORA)", assinalado pelo seu interesse e atividade no cenário político de Singapura. Este inclui o Ministro Adjunto Lee Kuan Yew e o atual Ministro Goh Chok Tong e 3 antigos presidentes de Singapura.
O Instituto Raffles teve um total de 24 directores até hoje.
A história do Instituto Raffles é também documentada no livro "The Eagle Breeds a Gryphon", escrito pelo anterior diretor, Eugene Wijeysingha. Este teve 3 edições. A edição original documenta a prestigiada história da escola até 1985, enquanto que a última cobre eventos depois de 2003.

## Instalações desportivas
O Instituto Raffles oferece algumasd faciliades para desportos, incluindo uma piscina com tamanho olímpico.
A antiga pista de 400 metros e o campo foram substituídos por um campo de rugby e um diamante de softbol. O último evento de destaque realizado na pista foi a tentativa de Recorde Mundial do Guiness pelo Dr. William Tam, um antigo Rafflesian, que usa cadeira de rodas que embarcou numa ultra-maratona de 24 horas a 30 e 31 de Julho de 2005, e bateu o antigo recorde de 181.2 kms, com os seus 242.8 kms. Como resultado, o Instituto Raffles está a partilhar a pista e o campo com o Colégio Júnior Raffles, nas instalações deste último.
O Instituto Raffles tem um ginásio localizado no 2º piso do Centro de Design com um tapete de jugo, área de treino de tênis de mesa, uma área de treino para ginastas e um pavilhão de rock. Atrás do Centro de Design está a Piscina Hong Leong. O espaço também tem 2 courts de tênis, 2 courts de basquetebol, 2 courtes de squash e é uma das poucas escolas a ter 2 redes de críquete.
Também tem um relvado artificial conhecido vulgarmente como o "Astroturf" por todos na escola. Este foi usado pela assembleia de escola de manhã, e mais tarde no dia, para treinos de hóquei e para desportos e jogos individuais. Atualmente, de manhã as assembleias são numa nova área chamada a "Raffles Square" em vez do "Astroturf". É agora um lugar favorito para jogos de futebol, usado todos os dias depois da escola pelos estudantes, e também usado durante a Soccer League, organizada pela escola. Uma "Astroturf" renovada foi re-aberta para uso a 17 de Maio de 2008, durante a "Open House".
No primeiro quarto de 2018, a instituição abriu um novo estádio junto à escola. O estádio consiste em uma pista de 400 metros,  e tecnicamente fica separado da escola

## Instalações Informáticas
Toda a escola teve 6 laboratórios de computador gerais, um laboratório Macintosh, um laboratório de Internet (para o estudo de ligações LAN) e um Laboratório Experimental, para pesquisas nos estudos de computadores. A conectividade é fornecida a todos os edifícios pela LAN local, que atualmente se chama RIWLAN, com um acesso adicional wireless às maiores áreas como o Bloco Administrativo, o "HML" e o Bloco S. Rajaratnam. Às vezes, os professores podem requerer as facilidades informáticas para os estudantes nas salas de aula. Os PCs comprimidos serão fornecidos pelo departamento informático para facilitar o uso do e-learning nas salas de aulas.
Anteriormente, a 1.ª semana do 2.º período do ano académico era dedicada ao "iLearning". Durante esta semana. lições e materiais eram espalhados online no "Edulearn" para os estudantes estudarem no seu próprio ritmo e os estudantes não eram obrigados a frequentar a escola. O programa foi iniciado na década de 1990 mas foi extinto com efeito em 2006. Foi dito que é devido ao facto de hoje em dia os estudantes gastarem muito tempo no computador, e a missão do programa era encorajar os estudantes a usar os computadores, e assim o seu objetivo já tinha sido alcançado. Em vez disso, é realizado o e-learning a partir desse ano, juntamente com as lições normais. Para a instância, houve a semana e-learning de 25 a 27 de Março de 2008, devido à longa pausa para os Dias de Treino do Staff.

## Idioma Wikipédia Original
- Traduzido da Wikipédia em Inglês